# Campionati europei di atletica leggera indoor 2017 - 3000 metri piani femminili

## Podio
| Pos.    | Atleta          | Nazionalità |
| ------- | --------------- | ----------- |
| Oro     | Laura Muir      | Regno Unito |
| Argento | Yasemin Can     | Turchia     |
| Bronzo  | Eilish McColgan | Regno Unito |

## Record
| Record                | Record         | Record  | Record              | Record          |
| --------------------- | -------------- | ------- | ------------------- | --------------- |
| Record del Mondo      | Genzebe Dibaba | 8:16.60 | Stoccolma, Svezia   | 6 febbraio 2014 |
| Record europeo        | Laura Muir     | 8:26.41 | Karlsruhe, Germania | 4 febbraio 2017 |
| Record dei Campionati | Laura Muir     | 8:35.67 | Belgrado, Serbia    | 5 marzo 2017    |

## Programma
| Data         | Ora   | Turno    |
| ------------ | ----- | -------- |
| 3 marzo 2017 | 12:15 | Batterie |
| 5 marzo 2017 | 16:30 | Finale   |

## Risultati

### Batterie
I primi quattro di ogni batteria e i migliori quattro tempi non qualificati direttamente si qualificano per la finale.
| Posizione | Batteria | Atleta              | Nazione     | Tempo   | Note                                     |
| --------- | -------- | ------------------- | ----------- | ------- | ---------------------------------------- |
| 1         | 2        | Yasemin Can         | Turchia     | 8:52.33 | Q                                        |
| 2         | 2        | Stephanie Twell     | Regno Unito | 8:55.02 | Q                                        |
| 3         | 2        | Charlotta Fougberg  | Svezia      | 8:55.21 | Q                                        |
| 4         | 2        | Alina Reh           | Germania    | 8:55.23 | Q                                        |
| 5         | 2        | Laura Muir          | Regno Unito | 8:55.56 | q                                        |
| 6         | 2        | Ana Lozano          | Spagna      | 8:56.01 | q                                        |
| 7         | 1        | Maureen Koster      | Paesi Bassi | 8:57.52 | Q                                        |
| 8         | 1        | Eilish McColgan     | Regno Unito | 8:57.85 | Q                                        |
| 9         | 1        | Giulia Viola        | Italia      | 8:57.86 | Q                                        |
| 10        | 1        | Nuria Fernández     | Spagna      | 8:58.20 | Q                                        |
| 11        | 1        | Hanna Klein         | Germania    | 8:58.45 | q                                        |
| 12        | 2        | Ancuța Bobocel      | Romania     | 8:58.91 | q                                        |
| 13        | 2        | Sviatlana Kudzelich | Bielorussia | 9:03.21 | Miglior prestazione personale stagionale |
| 14        | 1        | Roxana Bârcă        | Romania     | 9:13.36 |                                          |
| 15        | 1        | Blanca Fernández    | Spagna      | 9:13.38 |                                          |
| 16        | 2        | Tuğba Güvenc        | Turchia     | 9:35.86 |                                          |
| 17        | 1        | Emine Hatun Tuna    | Turchia     | 9:36.78 |                                          |

### Finale
La finale è iniziata alle 16:30 di domenica 5 marzo
.
| Posizione | Atleta             | Nazione     | Tempo   | Note                          |
| --------- | ------------------ | ----------- | ------- | ----------------------------- |
| 1         | Laura Muir         | Regno Unito | 8:35.67 | Record dei campionati         |
| 2         | Yasemin Can        | Turchia     | 8:43.46 | Record nazionale              |
| 3         | Eilish McColgan    | Regno Unito | 8:47.43 |                               |
| 4         | Maureen Koster     | Paesi Bassi | 8:48.99 |                               |
| 5         | Stephanie Twell    | Regno Unito | 8:50.40 |                               |
| 6         | Ana Lozano         | Spagna      | 8:55.20 | Miglior prestazione personale |
| 7         | Giulia Viola       | Italia      | 8:56.19 | Miglior prestazione personale |
| 8         | Alina Reh          | Germania    | 8:57.87 |                               |
| 9         | Hanna Klein        | Germania    | 8:58.57 |                               |
| 10        | Nuria Fernández    | Spagna      | 9:05.17 |                               |
| 11        | Ancuța Bobocel     | Romania     | 9:05.74 |                               |
| 12        | Charlotta Fougberg | Svezia      | 9:09.53 |                               |